# F 〜ファナティック〜
『F 〜ファナティック〜』は、2004年7月29日にプリンセスソフトよりWindowsとPlayStation 2で発売された恋愛アドベンチャーゲーム。PlayStation 2版はCERO：15歳以上対象。キャラクターデザインは成瀬ちさと。
19世紀に架空のロンドンで起きた謎の殺人事件の解明を目指す。テキストを読み進めながら選択肢を選ぶことで物語が分岐するマルチストーリー。また、本作には有名な猟奇殺人犯"ジャック・ザ・リッパー"や"名探偵ホームズ"といった歴史上に実在した人物と小説の中の人物が共演しながら登場して、物語を盛り上げている。
ファミ通文庫からノベライズ作品が刊行されている（犬村小六：著）。

## 概要
恋愛アドベンチャーとなっているが、実際は恋愛要素よりもオカルト要素が強い。また、fanatic（熱狂者、狂信者）のタイトルに表されているように、悲しくも狂おしい想いによって引き起こされた悲劇が、これでもかとばかりに繰り返されループする。ルートによって、若干ストーリーに違いはあるものの、全体的に暗く重い内容である。
全ヒロインの物語を体験すると、トゥルーエンド（大団円）を迎えることができる。

## ストーリー
主人公は新聞社の記者見習い。ある朝、彼は見知らぬ女性が惨殺される夢を見る。悪夢に驚きつつも出社した彼は、謎の殺人者・リッパーの事件を追うことになる。ところが病院に安置されていた被害者の遺体は、今朝の悪夢の女性だった。記憶の一致に違和感を覚えながらも病院をあとにするが、彼は誰かの争う気配を感じ取る。そして、さらなる事件に遭遇することに…。

## 登場キャラクター
ウィリアム・ドースティン
本作の主人公で、駆け出しのデイリーロンドン新聞記者。17歳。孤児で行き場のない所をカレンに拾われる。通称ウィル。
カレン・ウィルソン - 声：川瀬晶子
ウィルの勤務している新聞社デイリーロンドンの編集長の娘。17歳。世話好きで思いやりがある性格。料理は苦手だが、紅茶の銘柄あては得意。趣味は読書。
フラン - 声：折笠富美子
赤い目と白いドレスが特徴的。銀のナイフを持ち歩いている。ジャック・ザ・リッパーの現れたところに決まって現れる、謎の少女。
アリシア・フィオリーゼ - 声：石毛佐和
ミリアの娘。料理が得意。心臓が悪いため運動が苦手。12歳だが年齢に似合わず気配りが行き届いている。
アニー・ホワイト - 声：中川亜紀子
貧民街に住む14歳の少女。攻撃的な性格で普段はベレー帽を被って男装している。
リサ・リル - 声：大原さやか
占い師。外見は25歳くらいで大らかな性格だが、その力は紛れも無い霊能力。
リー・ユンファ - 声：岩村琴美
アーチボルトに仕えるガードナー家のメイド。16歳。家事全般が得意。
ロウ・ユエルン - 声：末冨広行
年齢，性別，その他一切不詳の中国系麗人。リサとは旧知の間柄。無免許の医者。格闘技を得意とする。
ミリア・フィオリーゼ - 声：園崎未恵
ウィルソン家の大家。アイリアの母親。35歳。未亡人。
アーチボルト・ガードナー
貴族の息子でウィルの親友。ウィルの勤務する新聞社所属のカメラマン。20歳。カレンに好意を抱いている。
スコット・ウィルソン
ウィルの勤務する新聞社の編集長。
ファザー・ナイアル
神父。貧しい人々の救済のために働いており、多くの人に慕われている。

## 主題歌・エンディング曲
OP曲
『The Silent Nightmares』
- 作詞：Bun Yoshida／hajime kanasugi / 作曲：Bun Yoshida/ 編曲：Yoshito Hata / 歌:ロビン

ED曲
『I'm standing』
- 作詞：Bun Yoshida／hajime kanasugi / 作曲：Bun Yoshida/ 編曲：Yoshito Hata / 歌:佐藤裕美